# Тельчер, Йозеф Эдуард
Йозеф Эдуард Тельчер (нем. Josef Eduard Teltscher; 15 января 1801[…], Прага, Земли Чешской короны — 7 июля 1837[…], Пирей) — австрийский художник и гравёр.

## Биография
Учился в Брно, затем в Венской академии художеств. Был одним из первых австрийских портретистов, работавших в технике литографии. Был близок с Францем Шубертом и оставил ряд изображений самого Шуберта и музыкантов его круга. Вместе с Шубертом, как считается, посетил Людвига ван Бетховена в последние дни его жизни и создал известный рисунок «Бетховен на смертном одре». Тельчеру принадлежит также портрет графини Е. К. Воронцовой. Утонул в афинской гавани.

## Галерея

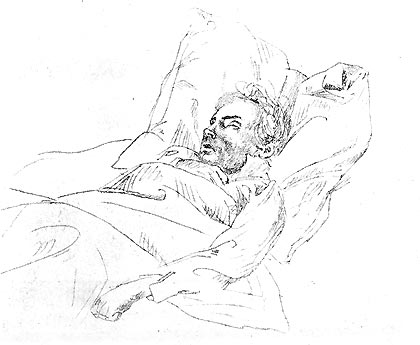
Бетховен на смертном одре
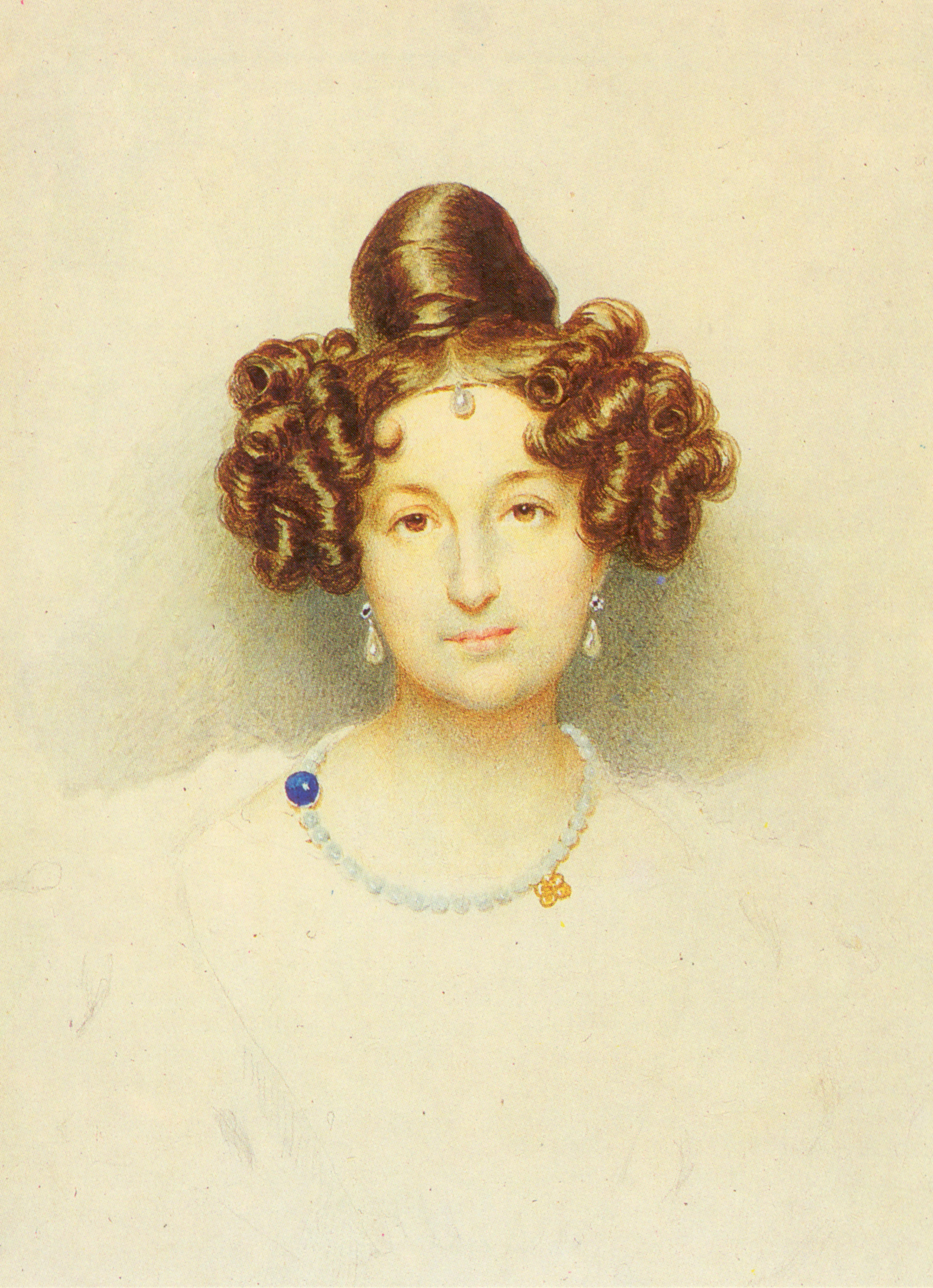
Портрет графини Е. К. Воронцовой.1830
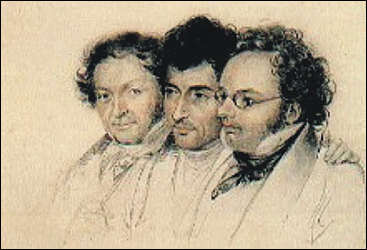
Трое друзей (Иоганн Батист Енгер, Ансельм Хюттенбреннер и Франц Шуберт). Литография, 1827